# Brinje, Šentrupert
Brinje je naselje v Občini Šentrupert.